# کیزیلباش
کیزیلباش (به لاتین: Kizilbash) یک منطقهٔ مسکونی در قبرس شمالی است که در ناحیه لفکوشا واقع شده‌است. کیزیلباش ۳٬۵۳۵ نفر جمعیت دارد.